# Derhači
Derhači (ukrajinsky Дергачі; Дергачи – Děrgači) je město v Charkovské oblasti na Ukrajině. Leží na březích Lopanu, přítoku řeky Udy, dvanáct kilometrů severozápadně od Charkova a 36 kilometrů severovýchodně od Ljubotynu. Po administrativně-teritoriální reformě v červenci 2020 patří do Charkovského rajónu, do té doby bylo centrem Derhačského rajónu. Žije zde přibližně 17 tisíc obyvatel. V roce 2015 žilo v Derhači přes osmnáct tisíc obyvatel.

## Dějiny
Dnešní Derhači bylo založeno v roce 1660 kozáky. První zmínka je z roku 1689 v souvislosti s útokem Krymských Tatarů.
Během druhé světové války bylo Derhači dvakrát obsazeno německou armádou: Od 22. října 1941 do 13. února 1943 a od 10. března 1943 do 19. srpna 1943.
V roce 1943 se změnilo jméno obce z Derkači (Деркачи) na Derhači a v roce 1977 se Derhači stalo městem.

## Vývoj počtu obyvatel
| 1779 | 1864 | 1914   | 1939   | 1959   | 1970   | 1979   | 1989   | 2001   | 2015   |
| ---- | ---- | ------ | ------ | ------ | ------ | ------ | ------ | ------ | ------ |
| 2287 | 5874 | 14 600 | 18 379 | 20 967 | 21 818 | 22 536 | 22 915 | 20 258 | 18 223 |

Zdroj: